# Супер Етандар
Супер Етандар (Етандар је француски назив за „бојну заставу“) је француски јуришни авион намењен за дејства са носача авиона развијен од стране компаније Дасо-Бреге за службу у француској морнарици. 
Авион је заснован на претходнику Етандар IV којег је заменио. Супер Етандар је први пут је полетео у октобру 1974. године, а у француску службу је ступио у јуну 1978. године. Француски Супер Етандар је учествовао у више војних сукоба као што су рат на Косову, рат у Авганистану и војна интервенција у Либији. 
Супер Етандар су такође у војним сукобима користили Ирак и Аргентина. Аргентинска употреба Супер Етандара и Егзосе ракетa током Фокландског рата довела је до значајног признања и популарности овог авиона. Ирак је користио Супер Етандард за напад на танкере нафте и трговинске пошиљке у Персијском заливу током Ирачко-Иранског рата . У Француској је Супер Етандард 2016. године замењен Рафалом . 

## Дизајн
Супер Етандар је једномоторни авион металне конструкције. Ваздухоплов покреће турбоџет мотор СНЕКМА Атар 8К-50 без додатног сагоревања, са потиском од 49 кН . Његове перформансе нису биле много боље од онога што је нудио Етандард IV, али његова авионика је значајно побољшана. 
Главно ново оружје Супер Етандара била је француска противбродска ракета, Аероспатиал АМ 39 Егзосе .  Авион је имао радар Томсон-ЦСФ Агава који је, између осталих функција, био од пресудног значаја за лансирање ракете Егзосе.  Један од главних техничких достигнућа Супер Етандарда био је његов уграђени централни рачунар УАТ-40; он је управљало већином система, интегришући навигационе податке и функције, радарске информације и циљање и контролу оружја. 
Деведесетих година прошлог века уведене су значајне модификације и надоградње, укључујући ажурирани рачунар УАТ-90 и нови радар Томсон-ЦСФ Анемона који је пружио готово двоструко већи домет од претходног радара Агава.  Остале надоградње у ово време обухватале су опсежно редизајнирани кокпит са ХОТАС контролама, а започети су и радови на продужавању животног века ваздухоплова; укупно 48 летелица је добило ове надоградње, по стопи од 15 годишње.  Током 2000-их, додатна побољшања укључују значајно побољшану способност ЕЦМ за самоодбрану за боље избегавање откривања и напада непријатеља,  компатибилност кокпита с наочарима за ноћно осматрање, нови инерцијални систем података који делимично интегрише ГПС, и компатибилност с Дамоклесовим ласерским обележавачем циља . 
Супер Етандар је такође могао да користи тактичко нуклеарно оружје; у почетку су то биле само невођене бомбе, међутим, током 1990-их Супер Етандард је надограђен, што му је омогућило коришћење ваздух-земља нуклеарних ракета .  Авиону је такође додељена могућност управљања низом ласерски навођених бомби, и, како би се омогућило да замени пензионисани Етандард IV у извиђачкој мисији, био је опремљен и за коришћење специјалне извиђачке опреме.  Међутим, недостатак му је што не може да изврши морнаричка слетања без избацивања неискориштених убојних средстава. 

## Оперативна историја

### Аргентина
Аргентинска морнаричка авијација је одлучила да купи 14 Супер Етандарa 1979. године, након што су Сједињене Државе поставиле ембарго на оружје - због Прљавог рата - и одбиле да испоруче резервне делове за своје А-4 скајхок . Између августа и новембра 1981. године, пет Супер Етандара и пет противбродских ракета Егзосе су отпремљени у Аргентину.  Супер Етандари, наоружани противбродским ракетама Егзосе, касније су играли кључну улогу у Фолкландском рату између Аргентине и Велике Британије 1982. године. Друга морнаричка ескадрила била је стационирана у морнарској ваздухопловној бази Рио Гранде, Тиера дел Фуего ; током сукоба, претња коју су представљале британске морнаричке снаге довела је до планирања операције Микадо и других предложених мисија за напад на ваздушну базу, чији је циљ био уништити Супер Етандаре како би се спречила њихова употреба.   Укупно четири Супер Етандара су била оперативна током сукоба. 
Први покушај напада на британску флоту извршен је 2. маја 1982. године, али се одустало због проблема са доливањем горива током лета.  4. маја, два Супер Етандарда, вођена Локид П-2 Нептуном, лансирали су по један Егзосе на британски разарач ХМС Шефилд; једна од ракета погодила је и оштетила британски разарач.   Дана 25. маја, други напад два Супер Етандара резултирао је с две ракете које су погодиле трговачки брод Атлантик Конвејор, који је носио неколико хеликоптера и друге залихе на линију фронта.    И Шефилд и Атлантик Конвејор су потонули док су се повлачили неколико дана касније.  По завршетку сукоба, 1984. године Аргентина је добила свих наручених 14 Супер Етандара и Егзосе ракете којима их наоружавају.   

### Француска
Испоруке Супер Етандара у Француску морнарицу започеле су 1978. године, а прва ескадрила је постала оперативна у фебруару 1979.
Прве борбене операције изведене су у Либану током операције Олифант. 22. септембра 1983. године, француски Супер Етандари, бомбардовали су и уништили положаје сиријских снага након што су неколико артиљеријских пројектила испаљени на француске мировне снаге.  10. новембра, Супер Етандард је избегао удар сиријске ракете СА-7 у близини Бурж ел-Барајнех, док је летео изнад положаја Друза .  Дана 17. новембра 1983. исти авиони су напали и уништили исламски тренинг камп у Баалбеку, након терористичког напада на француске падобранце у Бејруту . 
Од 1991. године оригинални Етандари IVМ повучени су из француске службе;  иако је извидничка верзија Етандар IVП, остала у употреби до јула 2000. године.  Као одговор, Супер Етандари су прошли низ надоградњи током 1990-их како би додали нове могућности и ажурирали постојеће системе за употребу на савременом бојном пољу. Названи Супер Етандар Модернисе (СЕМ), прве борбене мисије тог типа уследиле су током операција НАТО снага над Србијом 1999. године; извештаји говоре да је извршено преко 400 борбених мисија.
СЕМ је такође летео у ударним мисијама у операцији Трајна слобода. Операција Анаконда, започета 2. марта 2002. године, увелико је користила Супер Етандар за подршку француских и савезничких копнених трупа. Супер Етандари су се вратили операцијама над Авганистаном 2004, 2006, 2007, 2008 и 2010 -2011. Једна од њихових главних улога је била да носе ласерски обележивач циљева за Дасо Рафал.
У марту 2011. године, Супер Етандари су коришћени за време француске операције Харматан у знак подршке УН-овој резолуцији 1973, за време сукоба у Либији.  Поново су били упарени у мисијама са Дасо Рафалом.  Сви Супер Етандари повучени су из француске службе 12. јула 2016. да би их заменио Дасо Рафал М, 42 године након што је овај подзвучни јуришни авион извео свој први лет.  Последње оперативно распоређивање Супер Етандара на носач авиона Шарл де Гол било је подршка операцији Шамал против милитаната Исламске државе у Ираку и Сирији, која је започела крајем 2015.  16. марта 2016. Супер Етандар је извео свој последњи лет са носача авиона Шарл де Гол уочи коначног повлачења из службе у јулу.

### Ирак
Укупно пет Супер Етандара позајмљено је Ираку 1983. године, док је земља чекала испоруку Дасо Миража Ф1 који су такође могли да лансирају ракете Егзосе  ; први од ових авиона стигао је у Ирак 8. октобра 1983.  Испорука Супер Етандара Ираку била је политички контроверзна; Сједињене Државе и сусед Иран били су изразити противници испоруке авиона Ираку, док је Саудијска Арабија подржавала испоруку; авиони су сматрани утицајним фактором у рату 1980-88 у Ираку и Ирану, јер су могли вршити ударе на иранске трговачке бродове који су пролазили кроз Персијски залив .   Супер Етандари су започели поморске операције над Персијским заливом у марту 1984. године; укупно 34 напада изведена су на иранске бродове до краја 1984. године.  Танкери било које националности који су превозили иранску сирову нафту такође су били изложени нападима Ирака. 